# Новосельцева, Катерина Джоновна
Катерина Джоновна Новосельцева (в девичестве Кейру; род. 4 декабря 1988, Ростов-на-Дону) — российская баскетболистка, атакующий защитник, в прошлом игрок сборной России. Сестра Виктора Кейру.

## Карьера баскетболистки
Баскетболом занималась ещё в детстве, играя с братьями. В секцию записалась в возрасте семи лет по рекомендации брата Виктора. Окончив параллельно музыкальную школу, она отправилась в состав московского «Динамо», к тому моменту трижды получив вызов в национальную сборную (однако все три раза в финальную заявку на матчи она не попадала). В 2010 году перешла в петербургский «Спартак», в составе которого дошла до финала Балтийской лиги. После сезона 2014/15, проведённого в московском «Динамо», завершила карьеру игрока.
В составе сборной России (до 20 лет) выиграла чемпионат Европы 2008 года, проходивший в Италии. Была включена в расширенный состав сборной России на Олимпийские игры 2012 года в Лондоне, однако в последний момент её исключили из состава.

## Личная жизнь
Отец Джон Кейру — уроженец Сьерра-Леоне, креол, приехал в СССР в 1976 году и поступил в Ростовский строительный институт, спустя четыре года выступил за команду Сьерра-Леоне на московской Олимпиаде в беге на 100 м. Ныне проживает на родине. У Катерины есть ещё братья Ола (актёр и дизайнер), Виктор (баскетболист) и Вилли (боксёр, тренер по боксу, композитор и певец). После завершения карьеры собирается открыть салон красоты. Фамилия Кейру имеет британское происхождение и достаточно распространена среди креолов Сьерра-Леоне.
20 апреля 2015 года после футбольного матча РФПЛ «Ростов» — «Торпедо» футболист ростовского клуба и сборной России Иван Новосельцев прямо на футбольном поле после матча сделал Катерине предложение, на которое она ответила согласием, а 24 октября 2015 года состоялась их свадьба. После вступления в брак объявила о завершении карьеры, чтобы проводить больше времени с мужем.
В феврале 2019 года объявила о своей беременности. Почти одновременно стало известно об уходе Новосельцева из семьи. Впоследствии оказалось, что он переписал совместно нажитое с женой имущество, включая квартиру, на свою мать. Квартиру пришлось возвращать через суд. 17 августа 2019 года Катерина сообщила, что у неё родился сын, которого она назвала Теодором.
7 июня 2024 года вышла замуж за актёра Алексея Гаврилова.

## Достижения
- Бронзовый призёр чемпионата России: 2013

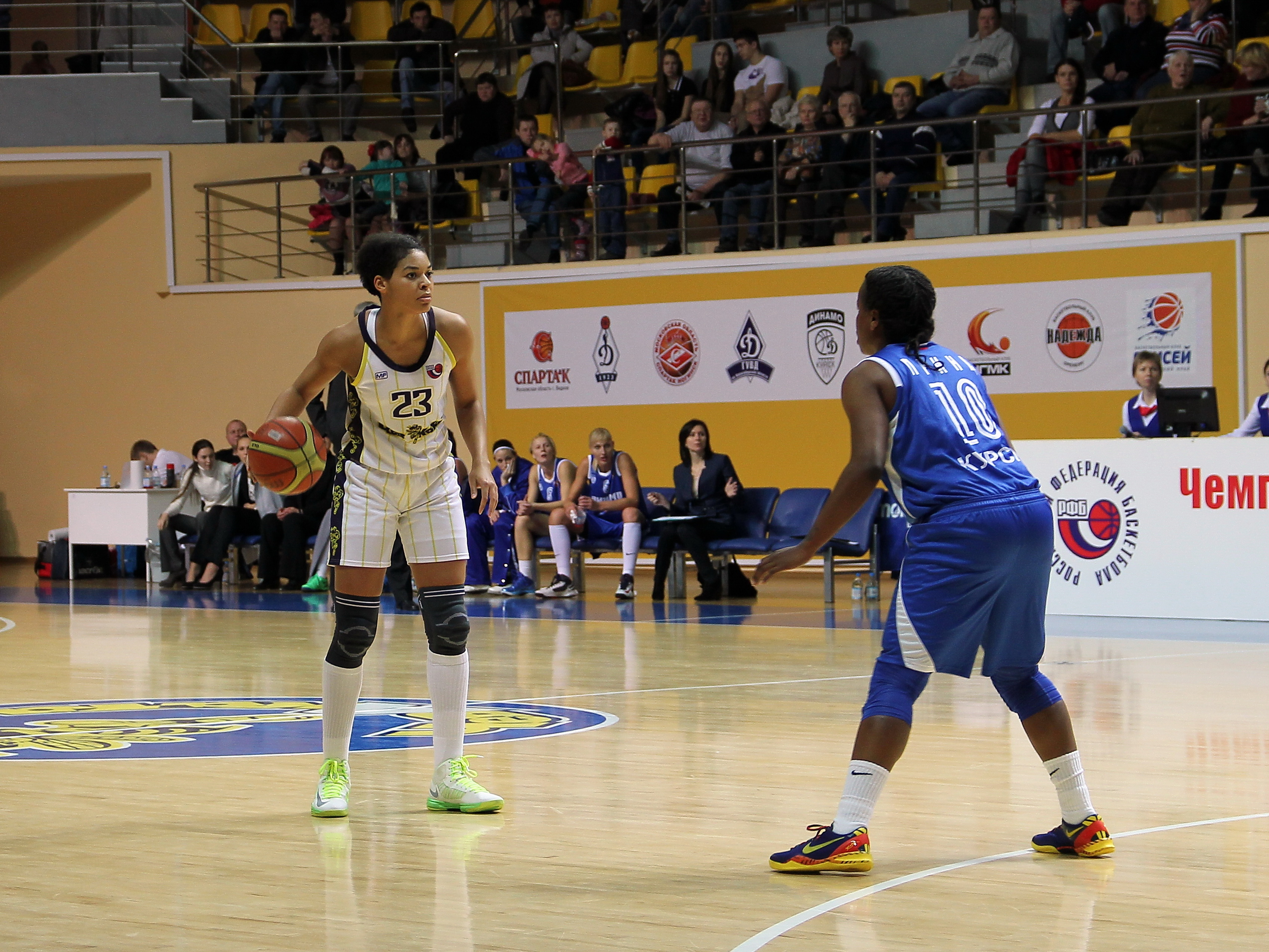
2013 год. Катерина Кейру против Эпифанни Принс.
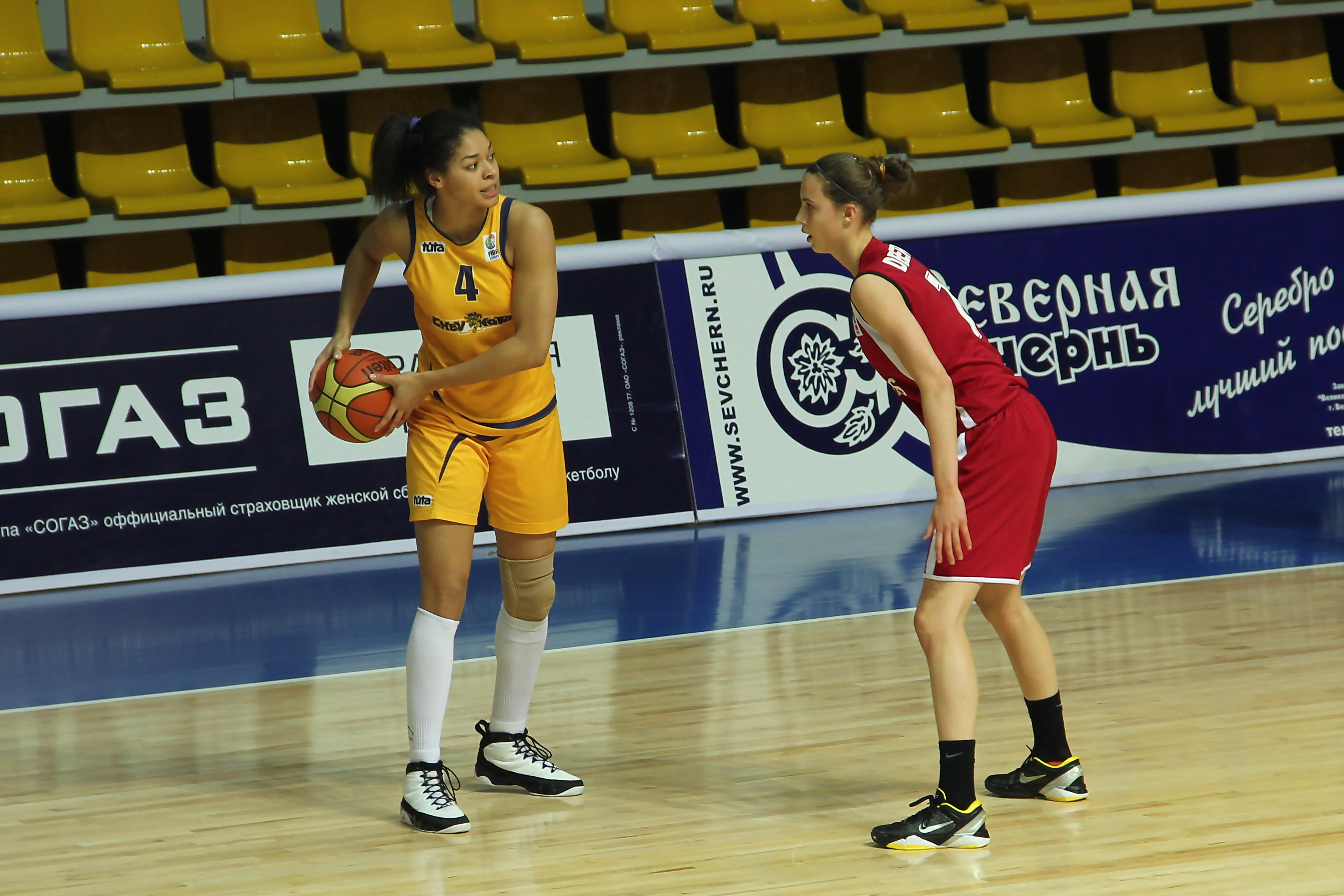
2012 год. Катерина Кейру в матче «Вологда-Чеваката» — «Lotto Young Cats».

## Общественная деятельность
После развода и сопровождавшего его судебного процесса, Новосельцева занялась общественной деятельностью. Её проект «ЖенщинаВправеСказать» ориентирован на оказание поддержки женщинам, оказавшимся в сложной ситуации после или во время развода с мужем.